# Deidre Holland
Deidre Holland was het pseudoniem van een Nederlandse pornoactrice, die lid is van de AVN Hall of Fame.
Tussen 1989 en 1994 was zij getrouwd met pornoacteur Jon Dough. Zij heeft ook geacteerd in een aantal mainstreamfilms.

## Prijzen
- 1991 AVN Best Supporting Actress - Film voor Veil
- 1992 XRCO Best Girl-Girl Scene voor Chameleons: Not The Sequel (met Ashlyn Gere)
- 1993 AVN Best All-Girl Sex Scene - Film voor Chameleons: Not The Sequel (met Ashlyn Gere)